# Хоростківський цукровий завод
Хоростківський цукровий завод — підприємство цукрової промисловості розташоване в місті Хоростків Тернопільської області.

## Історія

### 1954—1991
Хоростківський цукровий завод «Комсомолець» був побудований відповідно до п'ятого п'ятирічного плану відновлення і розвитку народного господарства СРСР. Будівництво підприємства почалося в 1954 році, в 1958 році завод був введений в експлуатацію і виробив першу продукцію. Спочатку проектна потужність підприємства забезпечувала можливість переробляти 3 тис. тонн цукрового буряку на добу.
У 1960 році завод виробив 35,3 тис. тонн цукру.
Відповідно до восьмого п'ятирічного плану розвитку народного господарства СРСР на підприємстві було оновлено обладнання і здійснена автоматизація технологічних процесів, що забезпечило збільшення обсягів виробництва: в 1970 році завод виробив 42,37 тис. тонн цукру, в 1972 році — 48,1 тис. тонн цукру.
Відповідно до дев'ятого п'ятирічного плану розвитку народного господарства СРСР в 1974 році почалася комплексна реконструкція підприємства, яка була завершена в 1980 році. Після завершення реконструкції переробні потужності заводу були збільшені вдвічі — до 6 тис. тонн цукрового буряка на добу.
Завод виробляв цукровий пісок, патоку, а також свіжий і сушений жом і за радянських часів входив в число найбільших підприємств міста.

### Після відновлення незалежності
Після відновлення незалежності України завод увійшов до складу асоціації «Укрцукор».
28 червня 2006 року працівники заводу припинили роботу і почали страйк, висунувши до адміністрації підприємства вимоги поліпшити умови праці та підвищити заробітну плату. У липні 2006 року зарплата була підвищена і страйк закінчилася.
У квітні 2007 року Кабінет Міністрів України затвердив рішення про продаж акцій заводу, які перебували в державній власності. Надалі, в 2007 році власником заводу стала група компаній «Мрія Агрохолдинг».
У сезон цукроваріння 2007 року завод виробив 20 525 тонн цукру.
У 2009 році завод переробив 200 тис. тонн цукрових буряків.
У 2014 році завод виробив 91 тис. тонн цукру, протягом 2015 року не працював, але 13 вересня 2016 року відновив роботу. У січні 2017 року завод купила німецька компанія «Pfeifer & Langen».

## Сучасний стан
Завод перебуває у власності ТОВ «Радехівський цукор» (структурного підрозділу німецької компанії «Pfeifer&Langen»).
Виробничі площі підприємства становлять 4000 кв.м. Потужності заводу забезпечують переробку до 7 тис. тонн цукрових буряків на добу.
Завод є одним з місць зберігання державних резервів цукру.